# Psychomyiella cruciata
Psychomyiella cruciata är en nattsländeart som beskrevs av Kumanski 1992. Psychomyiella cruciata ingår i släktet Psychomyiella och familjen tunnelnattsländor. Inga underarter finns listade i Catalogue of Life.